# Potentiam
 (septembre 2023).
Potentiam est un groupe islandais de black metal, originaire de Reykjavik. Le groupe, actif entre 1996 et 2019, compte trois albums. Les deux premiers par l'intermédiaire du label italien Avantgarde Records, tandis que le troisième, Years in the Shadows, par l'intermédiaire du label allemand Schwarzdorn Producion. 

## Histoire
Le groupe est à l'origine formé sous le nom de Hel en 1996 à Reykjavik avant de changer de nom pour Potentiam un an plus tard. Leur logo est conçu par Kristján B. Heiðarsson et Berglind S. Heiðarsdóttir. Le 7 décembre 1999, Potentiam publie son premier album, Bálsýn, dont les enregistrements ont été fait de août 1998 au janvier 1999,. Une démo homonyme était sortie un an plus tôt, en 1998.
En mai 2004, ils sortent leur deuxième et dernier album studio, Orka í myrkri, chez Wounded Love Records. Deux ans plus tard, ils sortent la démo Chameleon. Le groupe signe avec le label allemand Schwarzdorn Production et sort, 2007, son dernier album : la compilation Years in the Shadows,,, composée de démos enregistrées entre 2003 et 2005. Puis, le groupe se sépare en 2007, avant de se reformer en 2011 sans aucune réelle activité. Ils cessent finalement toute activité vers 2019.

## Membres
- Einar Thorberg Guðmundsson — guitare, chant
- Birgir Mar Þorgeirsson — guitare
- Engilbert Hauksson — basse
- Guðmundur Óli Pálmason — batterie

## Discographie
- 1999 : Bálsýn
- 2004 : Orka I Myrkri
- 2007 : Years in the Shadows